# Мальхов (концентрационный лагерь)
Мальхов (нем. Malchow) — нацистский концентрационный лагерь. Создан зимой 1943 года в Мальхове (Мекленбург), около 72 километров на северо-запад от Равенсбрюка. За годы войны в этот лагерь попали около 5 000 человек.

## История
Женский концентрационный лагерь Мальхов был создан как одно из многих подразделений лагеря Равенсбрюк. Он состоял из десяти бараков, каждый из которых был рассчитан на 100 заключённых. К концу войны лагерь содержал в пять раз больше узников, чем было запланировано.
С апреля 1944 года Мальхов использовался как транзитный лагерь для заключённых «маршей смерти» по пути в Висмар, где их сажали на баржи и топили в Балтийском море.
В конце января-начале февраля 1945 года в Мальхов направляли женщин, переведённых из Освенцима, поскольку основной лагерь Равенсбрюк был сильно переполнен. Мальхов был также одновременно трудовым лагерем, его заключённые работали на подземном военном заводе, который был замаскирован лесом, посаженным на земле сверху.
Концентрационный лагерь Мальхов был освобождён Красной армией 2 мая 1945 года.